# Защищённые сотовые телефоны
Защищённые сотовые телефоны — сотовые телефоны, имеющие удароустойчивое исполнение и влагозащиту корпуса.
Удароустойчивость может различаться — от номинальной, заявленной производителем, до выдерживающей серьёзные механические воздействия.
Аналогично, влагозащита может находиться в диапазоне от защиты от ненаправленных брызг до полной водозащиты, выдерживающей даже долгое погружение без последствий. Как следствие из водозащиты, такие телефоны обычно выдерживают без последствий попадание в мелкую пыль или песок.

## Подробнее о термине
Защищёнными сотовыми телефонами обозреватели преимущественно называют модели аппаратов, конструктивно предназначенные для противостояния механическим ударам, а также более влагозащищённые, чем обычные, массовые телефоны. При этом есть несколько важных нюансов:
Ударозащищённость
- Аппараты рассчитываются на защиту только от ударов (часто и от вибрации)[13], а не от истирания и других механических воздействий. Стёртые кнопки, поцарапанные корпус и дисплей — вполне распространённые явления и в данном сегменте моделей.
- Защищённость аппарата — не абсолютная[11]. Наличие крепкого корпуса провоцирует многих людей на необдуманные «испытания» аппарата, такие, как кидание телефона в стену, бросание на бетон и т. п., чего, конечно, они не стали бы делать с обычным «мобильником».
- У любого подобного телефона есть слабые места, самым уязвимым из которых всегда остаётся дисплей. При точечном ударе по нему, например, в случае падения аппарата «лицом» вниз на неровную поверхность типа щебня, стекло запросто может треснуть. Также дисплей практически всегда выходит из строя при сильном давлении, например, при наезде колесом автомобиля. При этом корпус может в целом и не пострадать, а телефон продолжать работать.

Влагозащищённость
- В этом аспекте нужно сразу отметить отличие влаго- от водозащищённости. Первое — только защита от брызг, пусть и весьма сильных, а второе — гарантированная герметичность и работоспособность после полного и продолжительного погружения в воду. Подавляющее большинство защищённых телефонов не являются полностью герметичными, и при погружении жидкость начинает просачиваться внутрь и уже через несколько секунд способна необратимо нарушить работоспособность внутренней электроники. Очень немногие подобные «мобильники» рассчитаны на полное, стопроцентное сопротивление водной стихии. Однако, несмотря на это, например, проливной дождь такому телефону не страшен.

Пылезащищённость
- Защита от проникновения внутрь конструкции пыли непосредственно примыкает к защите от проникновения жидкости. Модели этого сегмента хорошо переносят попадание как в песок, так и в экстремально «чистые» места типа пылесборника пылесоса. Обеспечить герметичность корпуса от пыли намного проще, чем от воды, по причине бо́льшего размера частиц. Однако после таких инцидентов нужно не забывать продувать критичные места: клавиатуру, разъёмы, щели. Это, впрочем, относится и к последствиям падения в воду, после которых часто рекомендуется разобрать и просушить «начинку» аппарата во избежание последующей деградации печатной платы.[14]

Замечания
Ещё существует такой момент. Некоторые «обычные» сотовые телефоны вполне успешно выдерживают значительные механические воздействия, однако не позиционируются производителями как защищённые, хотя по факту близки к ним. С другой стороны, при проведении подробных всесторонних краш-тестов такие модели обычно сильно проигрывают по сумме показателей специально сконструированным аппаратам.
Часто для описания защищенности используют систему классификации степеней защиты оболочки электрооборудования от проникновения твёрдых предметов и воды - Ingress Protection Rating. 
И последнее. Термин «защищённый» иногда применяется в описаниях криптофонов — специализированных аппаратов, закрытых от прослушивания путём шифрования разговора. Поскольку таких специализированных устройств очень мало (не в последнюю очередь из-за их высокой цены), нет проблем различить эти классы телефонов, к тому же в том контексте этот термин чаще всего звучит как «защищённый от прослушивания/прослушки».

## История

### 1998
Первый сотовый телефон в защищённом корпусе Siemens S10 Active был выпущен компанией Siemens в 1998 году на базе модели, S10. Отличия заключались в конструктивном оформлении корпуса, защите его от падений путём усиления и добавления резиновых вставок. Также этот телефон не боялся брызг, хотя и не был герметичным и не выдерживал погружения в воду.
Нашлось огромное число энтузиастов, которые с немецким юмором стали топить эти аппараты в кружках с пивом. Моментально телефоны не умирали, они звонили в стаканах, но затем в течение какого-то срока выходили из строя. Однако для компании эта модель стала прорывом, она пользовалась популярностью, в последующем её успех позволил создать целое направление «защищённых» аппаратов, компания стала одним из лидеров в этом сегменте.

### 1999
Чуть позже, в 1999 году, компанией Ericsson был выпущен второй сотовый телефон такого класса, Ericsson R250. Интересно, что защитные свойства не предполагались в качестве главного достоинства модели — телефон создавался с поддержкой стандарта GSM Pro, некоей попытки развития системы GSM в сторону раций формата PMR.
Модель стала довеском к системе GSM Pro и её создавали в стилистике раций ... Сразу после объявления модели интерес к ней был так высок, что в компании запустили процесс создания следующего аппарата. Под интересом здесь можно говорить о шумихе поднятой в СМИ вокруг модели, о потенциально большом рынке для этого продукта. Спрос превысил на небольшой срок предложение, что уже было чудом. Представьте, что вы продаёте аппарат с характеристиками, которые хуже, чем у конкурентов в два раза, выглядит он необычно и не слишком дорого, а цена примерно в те же два раза выше. Будут покупать такой телефон? Логичный ответ — нет. Рынок решил иначе — люди покупали Ericsson R250 и в странах, где не было GSM Pro, чем повергали маркетологов компании в лёгкий шок. Ведь по их мнению основной функцией аппарата являлся Push to Talk. Покупатели считали основным достоинством аппарата защитные функции корпуса и не обращали внимания на довесок в виде непонятной технологии.
В том же 1999 году в борьбу вступила компания Nokia. Наблюдая успех Ericsson R250, инженеры разработали схожую с ней по многим конструктивным решениям модель Nokia 6250. Маркетологи компании называли свой аппарат первым защищённым, что было весьма спорным заявлением. Однако несомненный факт заключался в том, что в отличие от конкурентов, Nokia 6250 мог по-настоящему выдержать погружение в воду до 10 минут без последствий. В этой модели также присутствовала такая интересная функциональность, как определение громкости окружающего шума, которое, впрочем, было не особо точным.
Телефон Nokia 6250  стал эталоном среди защищённых телефонов. Отзывы пользователей о перипетиях, в которые попадал данный телефон, просто поражают — падение с 50 метровой высоты, окунание в известковый раствор с последующим отмыванием телефона из шланга и т. д.

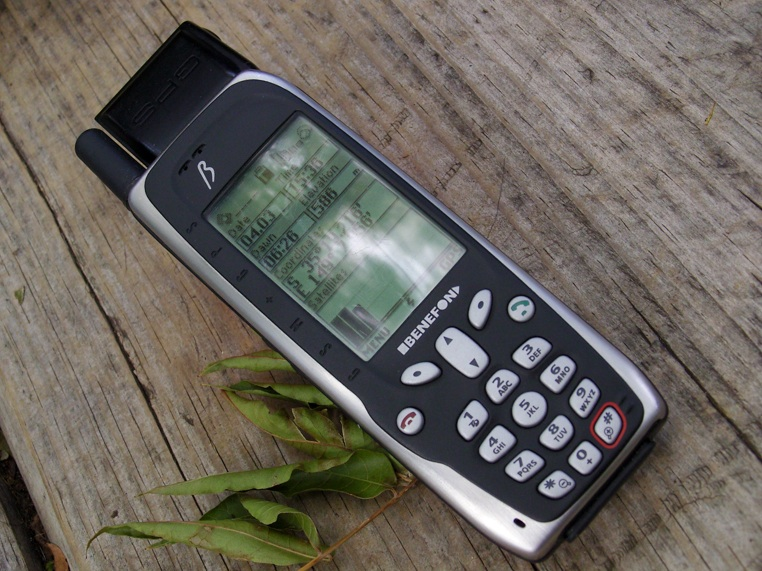
Benefon ESC!

Компания Benefon стала пионером в применении GPS-навигации в мобильных телефонах со своей влаго- и удароустойчивой моделью Benefon ESC!. Этот телефон на протяжении долгих пяти лет оставался единственным в своём классе. Что интересно, он был выпущен за год до официальной отмены загрубления сигнала системы GPS для гражданских пользователей, которое произошло только в мае 2000 года.

### 2000

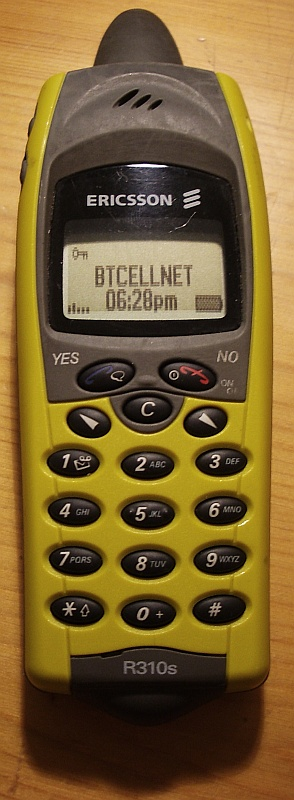
Ericsson R310s

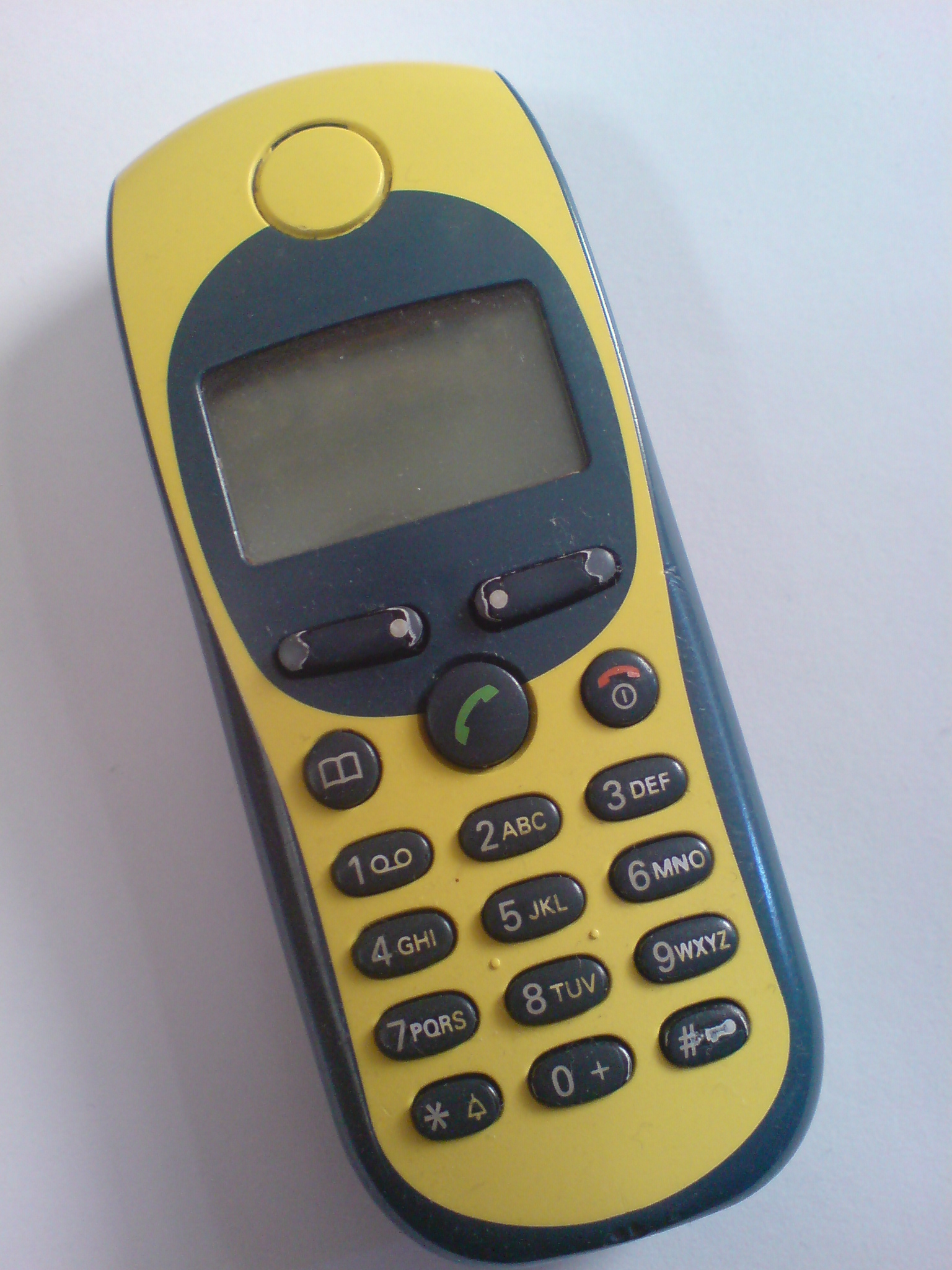
Siemens M35

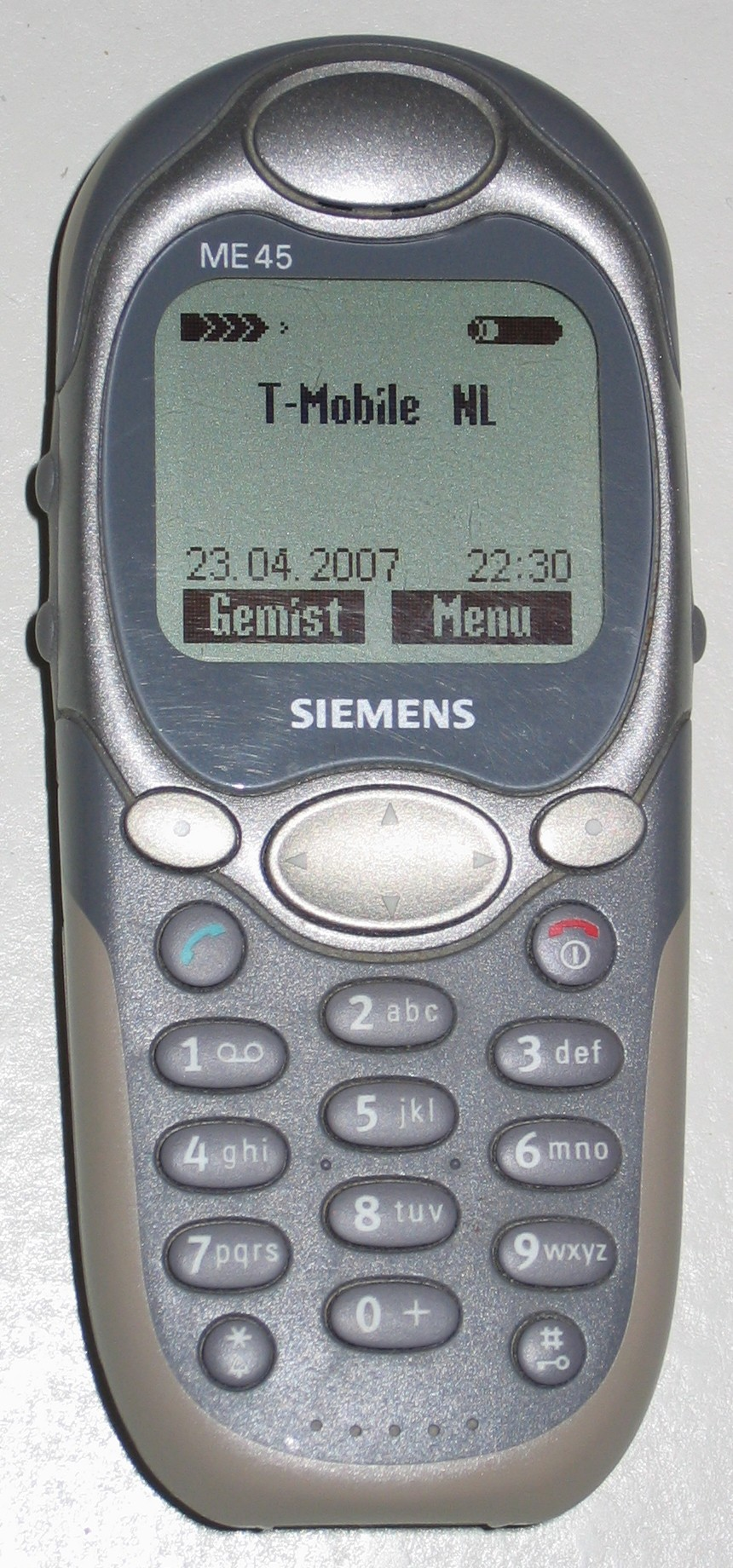
«Мессер» Siemens ME45

В следующем 2000 году компания Ericsson представила следующую модель — Ericsson R310s. В ней инженеры компании решили использовать всё же внешнюю антенну. Обеспечение механической защиты этой хрупкой части был решён оригинально, антенну разместили в резиновом амортизирующем кожухе, похожем на акулий плавник. В последующем подобная конструкция не использовалась, все производители перешли на внутренние антенны.
У автора этих строк есть старый телефон Ericsson R310s, ставший легендой: у него прочная магниевая рама, на которую крепятся все детали, крепкая пластмасса корпуса, резиновые вставки по всему периметру, надёжные мембраны и прочные заглушки. Мобильник полностью герметичен, и даже в инструкции сказано: «при необходимости телефон можно промыть под слабой струёй холодной воды из-под водопроводного крана». Опыт показывает, что «Эрик» можно варить в котелке и при этом совершать звонки; насчёт противоударных свойств отмечу лишь, что пару раз я им забивал колышки от палатки в мёрзлый ноябрьский грунт.
Компания Siemens закрепляет успех S10 Active, выпустив в 2000 году новый аппарат Siemens M35, с «начинкой», идентичной С35i, но с другим корпусом. Хотя модель и не обгоняет по продажам исходный вариант, но всё же становится достаточно успешной для того, чтобы компания решила развивать это направление и дальше.

## 2001
Следующий выход парных моделей, Siemens ME45 и S45i, происходит в 2001 году. На этот раз защищённый вариант по продажам оставил далеко позади базовую модель, став самым известным и успешным телефоном Siemens.
Идея попала, что называется, в самую точку. Выход ME45 состоялся сразу после периода попыток основных производителей резко снизить себестоимость телефонов, ударивших в первую очередь по механической надёжности их корпусов. В итоге потребители ... получили хрупкие телефоны, разбивавшиеся от простого падения на асфальт с высоты человеческого роста. На их фоне ME45 выглядел выигрышно — как телефон, который при богатых возможностях и приемлемой для городского стиля внешности, обладает хорошей защитой от вредных воздействий. Это рассматривалось как защита капиталовложения: телефон ... в отличие от конкурентов, не развалится при первом же случайном падении и не заржавеет, попав мимоходом под дождь.
Аппарат стал настоящей легендой класса «экстремальных мобильников», в России ему дали меткое прозвище «Ме́ссер». Позднее, компания выпустила ещё несколько моделей, однако ей так и не удалось повторить коммерческий успех этого вроде бы простого и неказистого аппарата.

### 2002
В 2002 году Nokia решила вернуться в сегмент спортивных аппаратов, разработав Nokia 5210 — модель, имевшую необычную возможность смены панели корпуса. Правда, из-за этого стало проблематично обеспечить его герметичность, что дало в результате низкую влагозащищенность. Инженеры встроили в эту модель также термометр, который, тем не менее, имел погрешность в 1—2 градуса.

### 2003
Через год, в 2003, появилась модель Nokia 5100, тоже со сменными панелями корпуса, но улучшенными защитными характеристиками. Она в добавление к термометру имела также встроенный фонарик и определитель громкости шума, появившийся впервые в Nokia 6250. На основе этого определителя инженеры реализовали динамическую систему управления громкостью — при повышении окружающего шума разговор тоже становится более слышным. Телефон, в отличие от того же 6250, не был водоустойчивым, хотя, конечно, от брызг был защищён намного лучше, чем обычные аппараты. Сложная конструкция корпуса выразилась также в трудности нажатия клавиш.

### 2004
В 2004 году компания Nokia выводит на рынок сотовый Nokia 5140, продолжающий линейку спортивных телефонов. В нём впервые был встроен электронный компас — неточный и энергоёмкий, но достаточно полезный. Также присутствует фонарик (не работающий при заблокированной клавиатуре). Корпус технологически такой же, как и у 5100, влагозащита и проблемы с нажатием клавиш те же, хотя улучшена подсветка клавиатуры, но зато ухудшена ударостойкость из-за замены части стальных деталей на пластиковые. Аппарат одним из первых обзавёлся возможностью PTT (Push to Talk), однако для этого необходима также поддержка этой технологии оператором. Производитель также предлагал отдельный корпус, работающий в качестве GPS-приёмника, однако, он был дорогой и энергоёмкий — для целей навигации лучше использовать отдельные GPS-навигаторы на сменных пальчиковых аккумуляторах. Хотя само по себе объединение GPS-приёмника и сотового телефона на тот момент было уникальным: первый подобный телефон Benefon ESC! уже ушёл со сцены, а новые модели с GPS пришли только через два года.

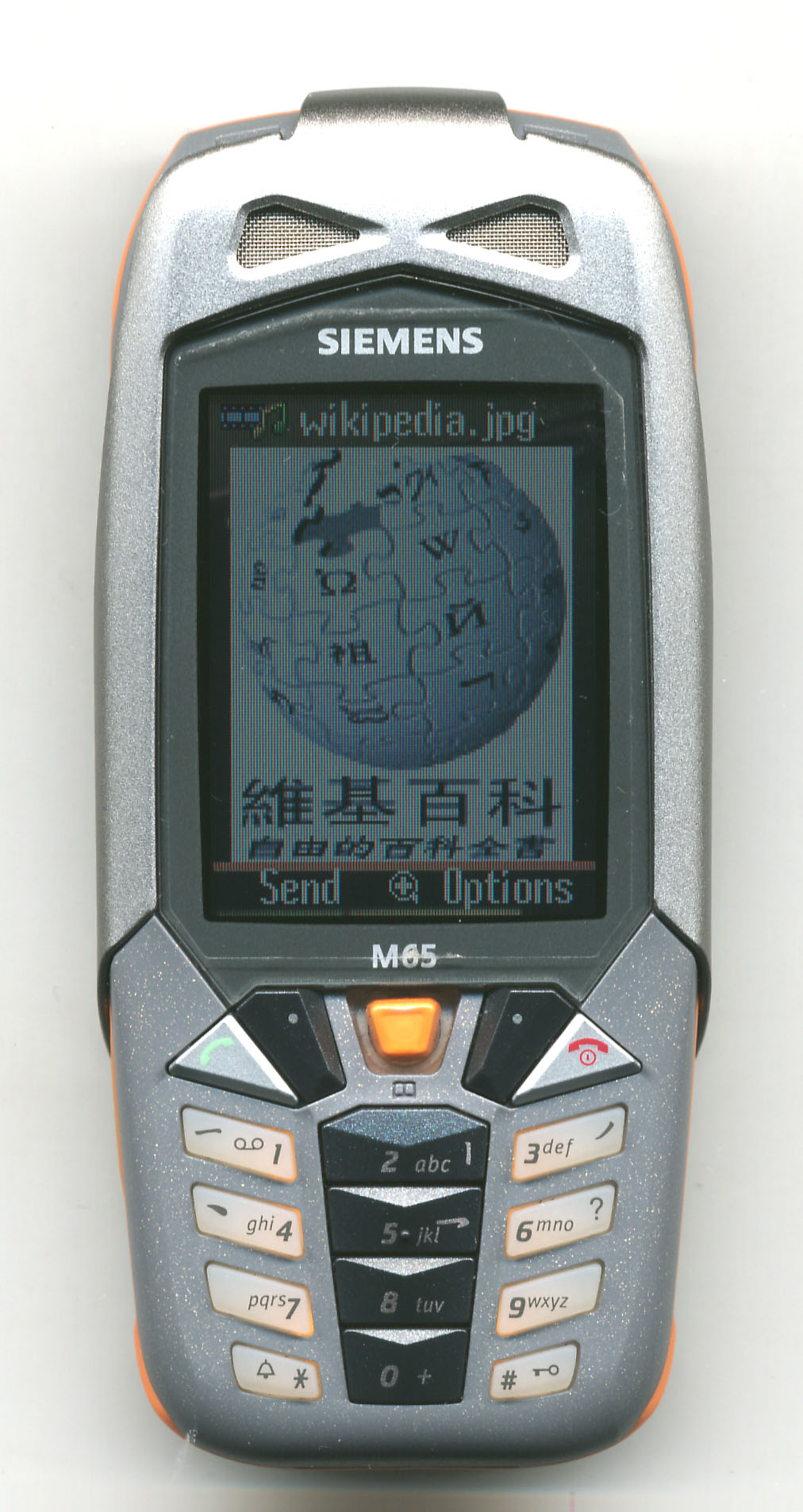
Siemens M65

Забегая на год вперёд, можно сказать, что была также выпущена модификация Nokia 5140i. В «железе» ничего не изменилось, кроме улучшенного экрана, а в программной части — изменение меню, а также добавление поддержки mp3 и почтового клиента.
У Siemens же в ранее выпущенной пятой серии, аппараты M50 и M55 не были защищёнными, несмотря на индекс. А в 2004 году был выпущен Siemens M65. При его разработке было проведено недостаточное тестирование программной части из-за стремления поскорее его выпустить, что дало в результате множество ошибок в ней и вызвало широкую критику этой модели. Несмотря на то, что прошивка позднее была доработана, к аппарату надолго приклеился ярлык «глючного» и «сыроватого» телефона. Однако, сам аппарат стал, безусловно, удачным представителем «экстремальных мобильников».

### 2005

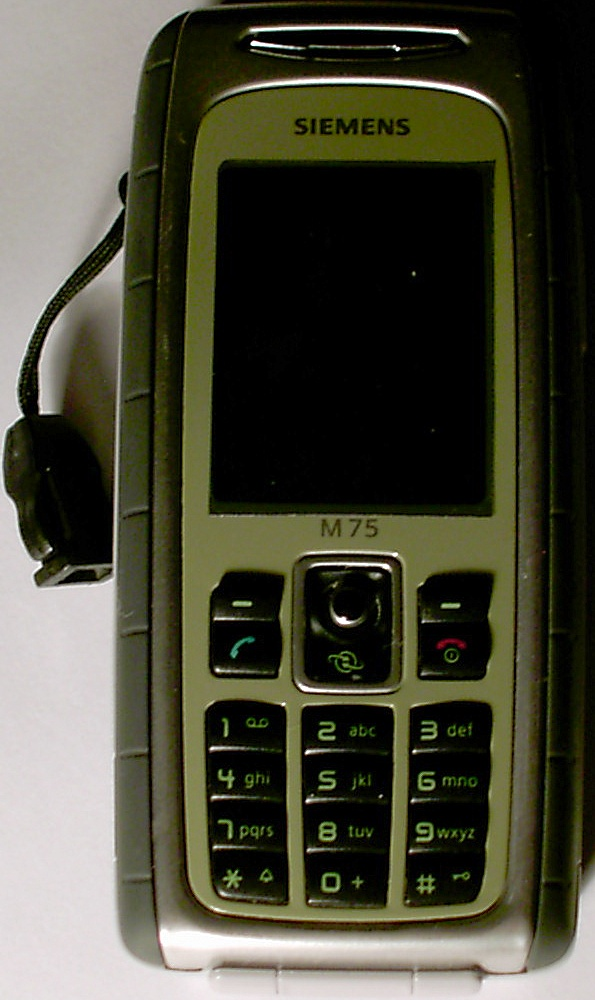
Siemens M75

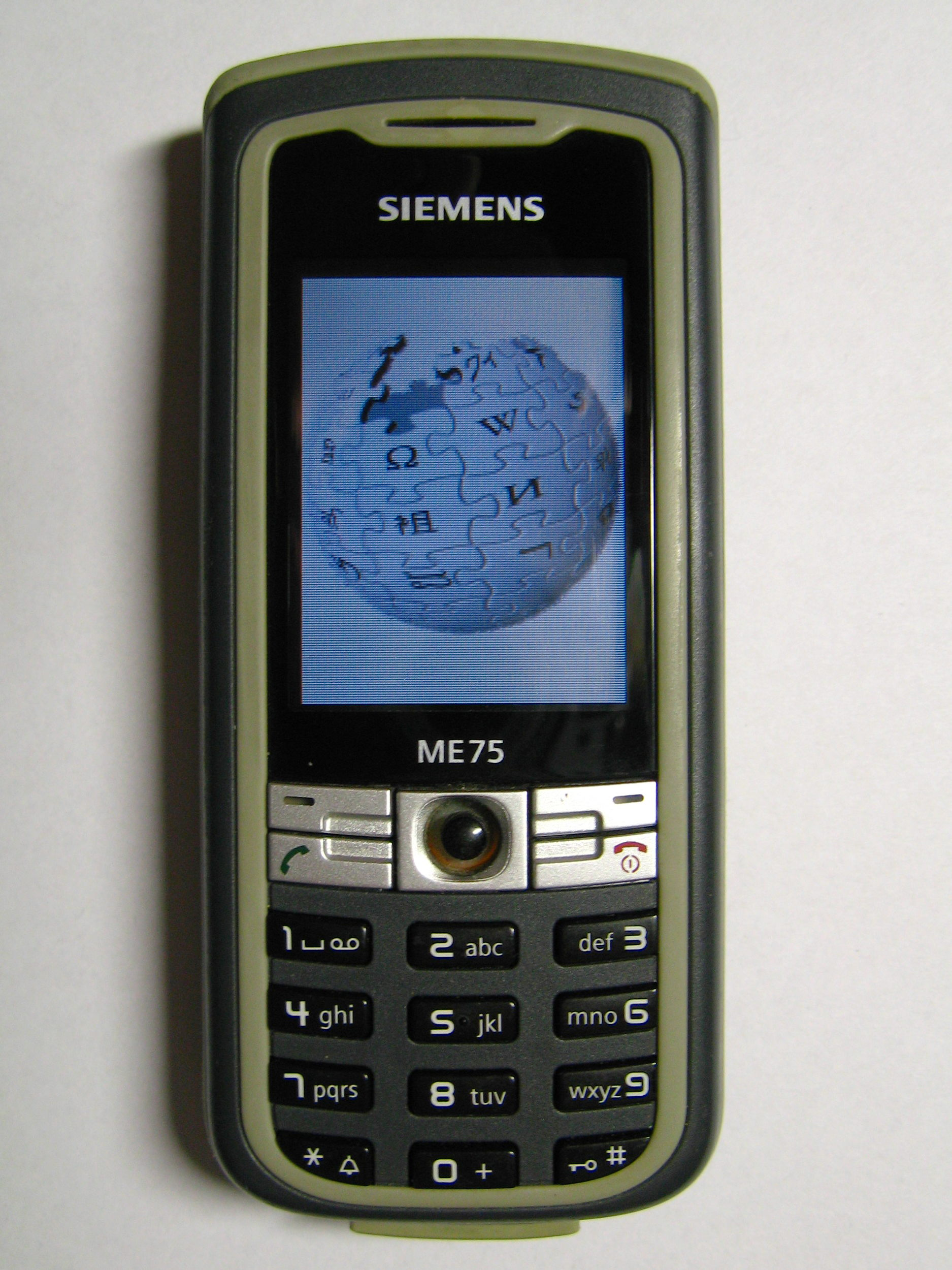
Siemens ME75

Позднее, в 2005 году, на базе M65 была выпущена модификация, модель Siemens M65 Rescue Edition, позиционировавшаяся как телефон для пожарных, с усилением корпуса, соответствующей раскраской, а также громким динамиком. Изменения, однако, не были кардинальными, а, скорее, имиджевыми — например, упоминалось, что спасателям и пожарным была бы намного полезнее функция Push To Talk, по аналогии с рациями.
В 2005 году Siemens выпустила сразу два аппарата, с разницей в полгода: Siemens M75 в мае и Siemens ME75 в ноябре. Модель M75 за свой мощный, нарочито грубоватый дизайн получала прозвища типа «броневик». В целом, телефон вышел весьма удачным и стойким к разнообразным воздействиям. А вот ME75, несмотря на его прочность и функциональность, критиковался за неудачный резиновый уплотнитель — он через некоторое время отслаивался. Впрочем, об отслаивании уплотнителя на M75, причём не со временем, а сразу, тоже есть упоминания, но там это связано не с плохой резиной, а с самой конструкцией корпуса.

### 2006

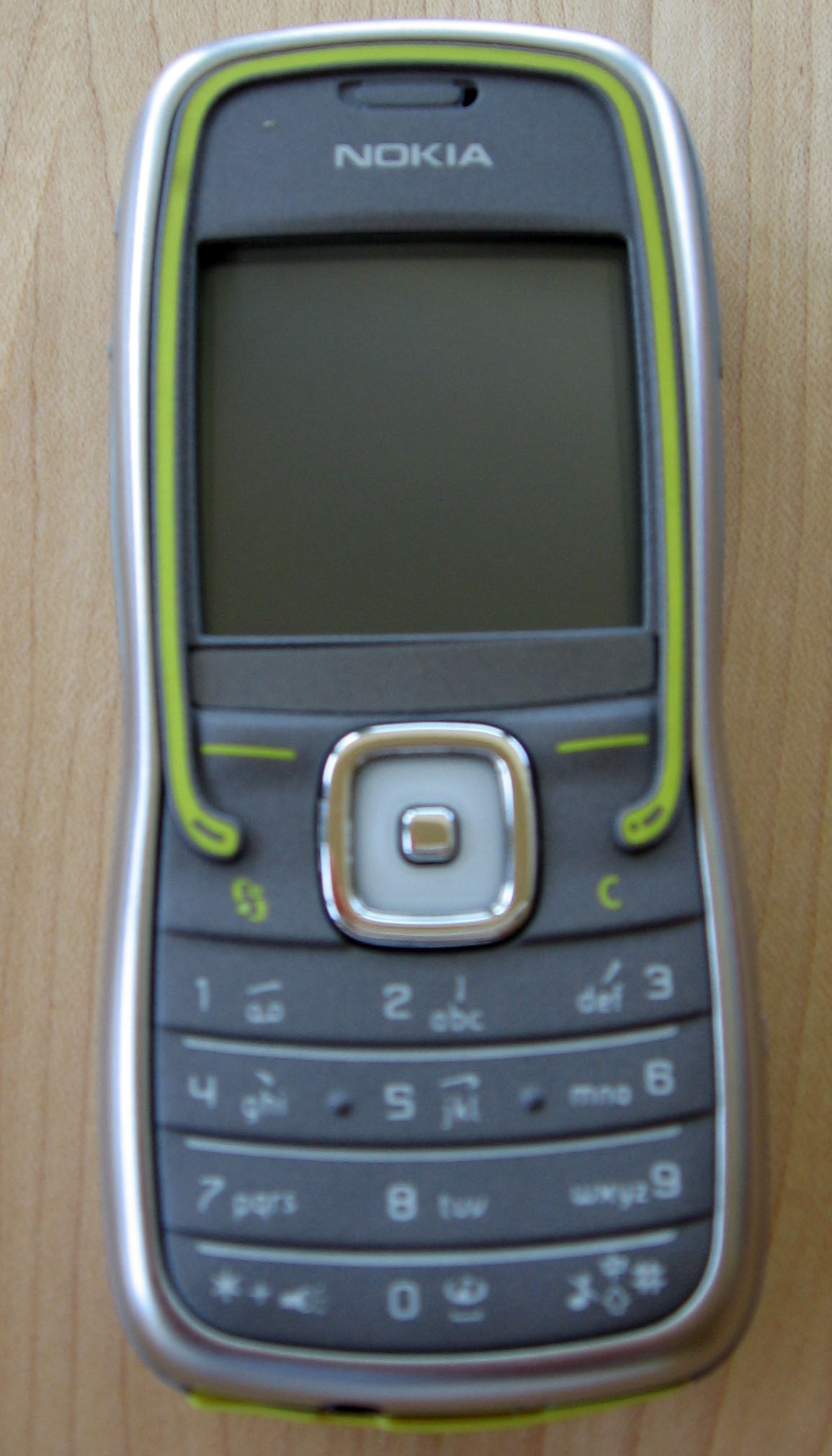
Nokia 5500 Sport

Весной 2006 года Nokia выпустила принципиально новую для себя модель Nokia 5500 Sport. От корпуса предыдущего типа инженеры отказались, вернувшись к более традиционной компоновке. Добавлена интересная функция шагомера с возможностью записи результатов и последующим их просмотром на компьютере. Однако, вскоре выявилась проблема с отклеиванием клавиатуры, в результате чего телефон приобрёл негативную популярность. В придачу к этому, достаточно легко гнулся металлический каркас. Это тем более досадно, что сам по себе аппарат был весьма неплохим представителем класса, по устойчивости к воздействиям зачастую превосходя Siemens M65.
После покупки Siemens компанией BenQ был выпущен BenQ-Siemens M81, на чём и закончилась история этой фирмы. Несмотря на обрезиненный корпус, защищённым этот телефон был только с виду, на деле же ни ударо-, ни влагозащиты не было и в помине.
Фактическая смерть Siemens, лидера по выпуску защищённых аппаратов, значительно усугубила ситуацию. Менеджеры Nokia решили, что нет смысла производить и так не очень много приносящие прибыли аппараты, и на некоторое время покинули этот сегмент рынка. Предпринимались попытки выпуска защищённых телефонов и другими производителями. В 2007 году появился Sonim XP1, заявленный в качестве экстремального. Мнения по поводу его защищённости разошлись — одни обозреватели утверждают, что аппарат на деле зачастую не выдерживал даже обычных механических нагрузок, другие же говорят, что заявленные свойства вполне подтверждаются.

### 2008
В 2008 году компания Samsung тоже представляет якобы «экстремальный» М110.
В отсутствие других решений, даже сама идея «защищённого» аппарата воспринимается на ура. В Германии, где сильны традиции таких телефонов, продажи М100 бьют все рекорды. Как результат, компания готовит целый ряд новинок с подобным исполнением, некоторые из них, уже отличаются лучшей защитой и неплохими характеристиками.
Инженеры компании Sony Ericsson решили защищать не бюджетную модель, а достаточно «навороченный» телефон. В 2008 году из их рук выходит Sony Ericsson C702, отличавшийся богатой «начинкой». Однако, влагозащита телефона оставляла желать лучшего, в частности почему-то не был закрыт заглушкой коммуникационный разъём. Удароустойчивость в отсутствие резиновых вставок на корпусе была ещё ниже.
В компании Samsung же решили продолжить своё успешное начинание с M100, и «не отходя от кассы» выпустили Samsung B2700. Этот телефон обладал уже лучшей защитой, чем предшественник. Комплектация необычная: фонарик, шагомер, альтиметр и компас. Несмотря на то, что батарея была увеличена, хватает её относительно ненадолго.

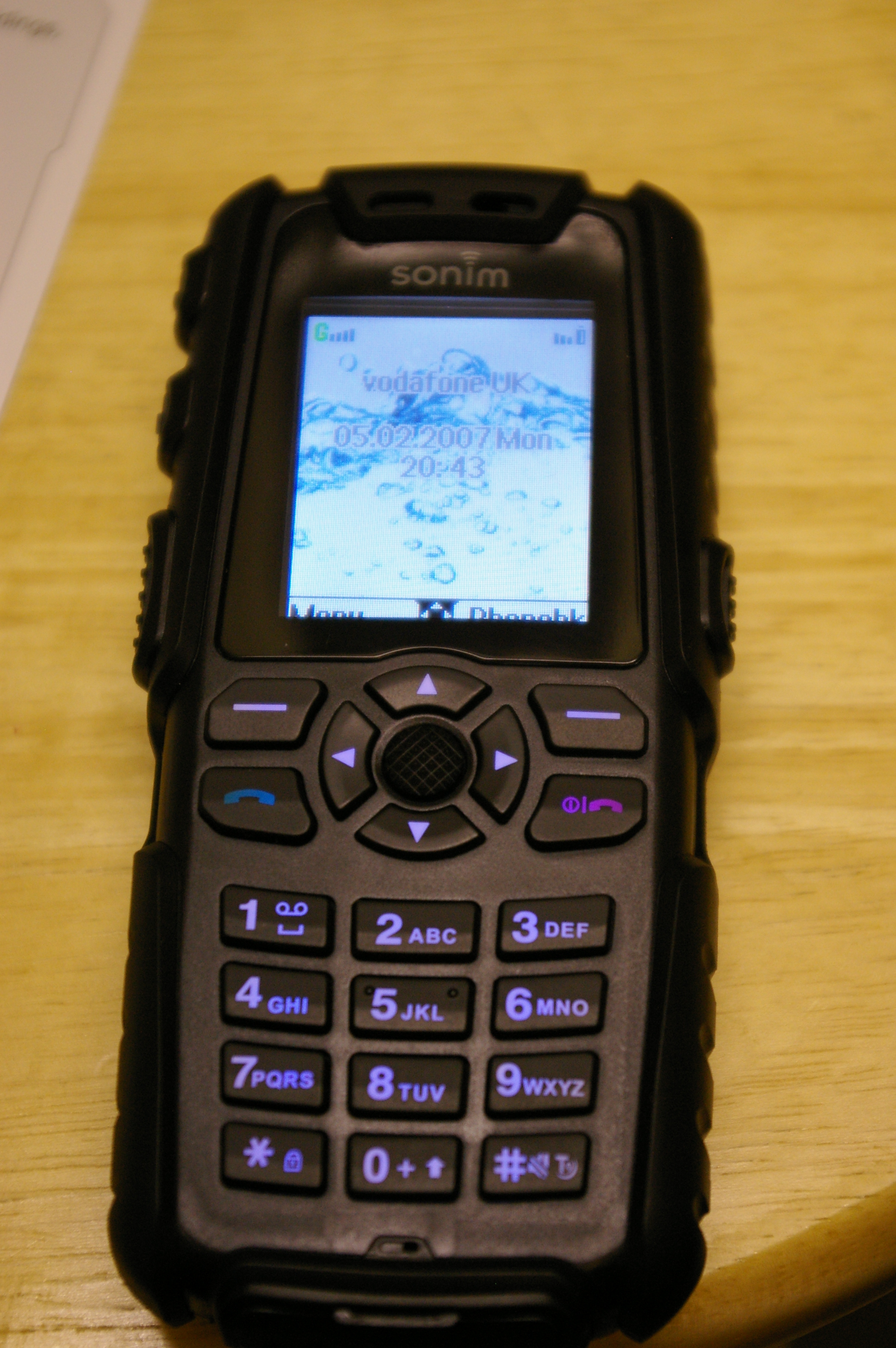
Sonim XP3

Компания Sonim выпустила второй «экстремальный мобильник», Sonim XP3, в котором учла некоторые аспекты критики прошлой модели. Новый телефон имел заметно лучший экран, а также множество функций, начиная от Bluetooth и заканчивая компасом, шагомером и альтиметром.

### 2009
В 2009 году вышел Samsung B2100. Несмотря на то, что производитель позиционирует его как младшую модель, защищён аппарат намного серьёзнее, чем B2700. В частности, он может без ущерба для себя пролежать в воде на глубине метра в течение получаса. Это, безусловно, выдающийся результат, такого не было со времени Nokia 6250, в течение уже десяти лет. Ударопрочность тоже улучшилась, в частности, изменилась конструкция боковых заглушек, которые больше не отваливаются, немного скруглён верх. Убрана дополнительная камера, не особо нужная в отсутствие видеозвонков. Однако отмечаются проблемы со слишком тугой центральной клавишей. В целом, конструкция телефона весьма удачна.
Мы пошли гораздо дальше и с особым усердием переезжали этот телефон автомобилем (да так, что трубка вылетала из-под колёс), играли этим телефон в футбол на асфальте, прыгали на него, кидали в стену… И с каждым новым испытанием злобы и восхищения в участниках эксперимента становилось все больше. Злобы, потому что несколько здоровых мужиков никак не могут сломать один маленький Samsung GT-B2100.
Необычный телефон выпустила Nokia — по виду Nokia 3720 classic и не скажешь, что он защищённый. Хотя аппарат явно проигрывает собратьям по классу — взять хотя бы слабую гидроизоляцию или отсутствие резиновых накладок на корпусе.

### 2010

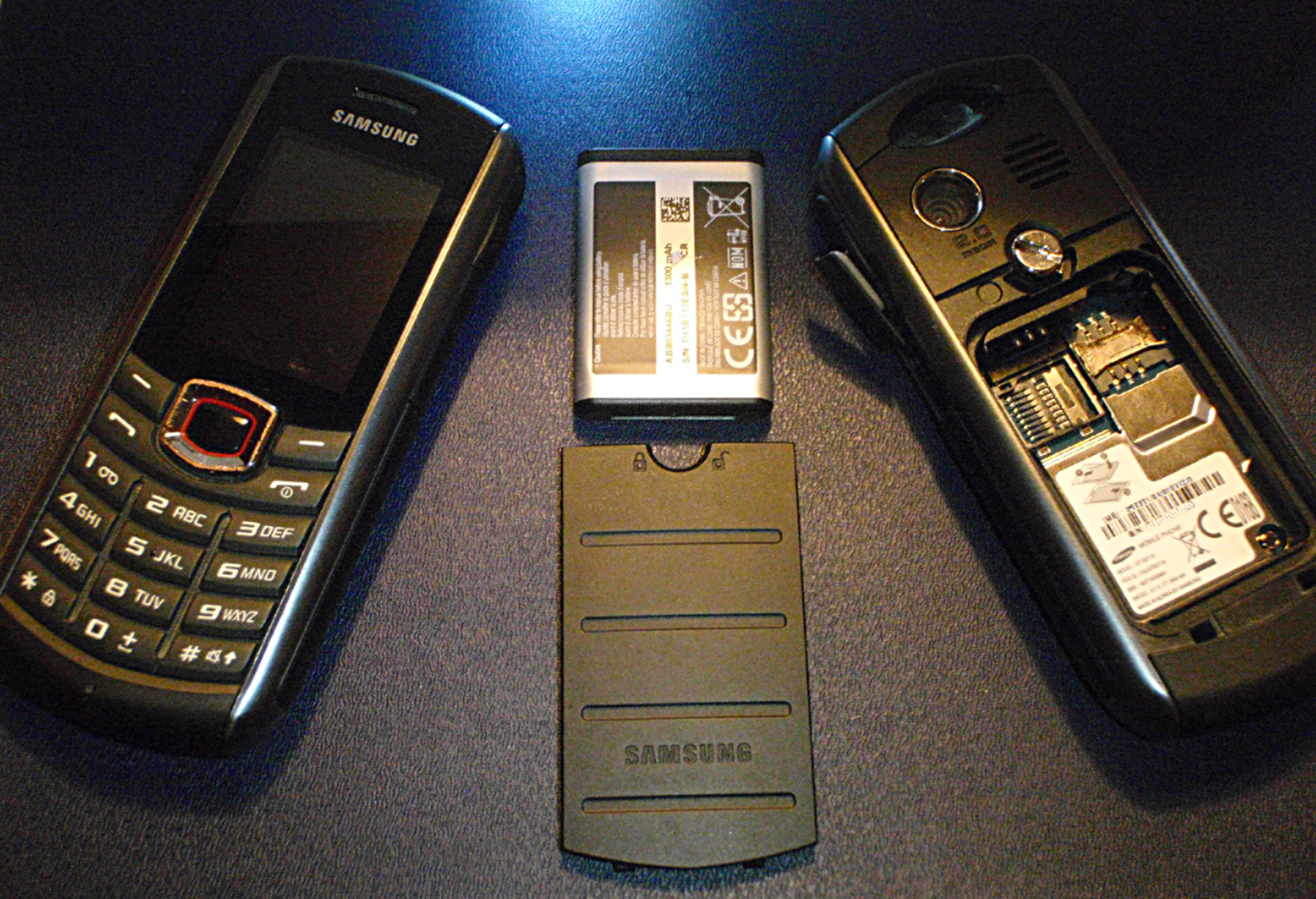
Samsung GT-B2710 (Xcover 271)

В 2010 году фирма Samsung выпустила  две защищенные модели: Samsung E2370 и его более дорогой собрат Samsung B2710 (второе его название: Xcover 271). При сравнении характеристик этих двух моделей (см. сравнение моделей E2370 и B2710) можно увидеть, что первый в качестве преимущества имеет только аккумулятор 2000 мАч , а второй — бо́льшую степень защиты (у модели E2370, по сведениям производителя, она соответствует стандарту IP54 , а у B2710 — IP67 ). Также в B2710 присутствует модуль GPS, однако и аккумулятор уже не такой большой ёмкости (1300 мАч ).

### 2011
Самым прочным телефоном в мире, по версии Книги рекордов Гиннеса, признан Sonim XP 3300 Force. В ходе испытания телефон выдержал падение с высоты более 25 метров (выше, чем 12-этажный дом) и остался «без существенных повреждений». Предыдущий мировой рекорд такого плана (установленный в 2008 году) составляет 3,25 м и принадлежит телефону JCB Toughphone также производства Sonim.

### 2013
В продаже появился RugGear RG970 Partner (в Европе - RugGear RG700)  от фирмы RugGear, в 2014 году признанным самым лучшим из 54 моделей защищенных смартфонов немецким журналом Computer Bild.

### 2014
В 2014 году немецкий журнал Computerbuild по результатам теста признал самым лучшим защищенным смартфоном модель компании RugGear RG900 (в России - RG970).
В этом-же году выходит первый телефон на Android от Sonim. Моделью стала Sonim XP6

### 2017
Появляется защищённый смартфон Ulefone Armor 2.

## Комментарии
Ни один из современных так называемых защищённых аппаратов не может обеспечить полноценную работу в экстремальных условиях. Можно вспомнить лишь примеры из прошлого. В частности, настоящие «бронебойные» модели Ericsson, такие как R250s Pro, R310s, Nokia 6250. Последняя действительно была способна находиться под водой продолжительное время.«Что взять с собой в отпуск», 3DNews, 22 мая 2008 г
У современных защищённых телефонов наблюдается явная регрессия, упрощение конструкции, потеря защитных свойств. При этом, такие аппараты продолжают позиционироваться как защищённые, хотя могут обеспечить в лучшем случае защиту от пыли и влаги. Причины этого следует искать в политике производителей мобильных телефонов.«Защищённые сотовые телефоны — инструмент мобильного туриста», 3DNews, 7 апреля 2009 г
Ведь спрос-то на модели есть, так почему же производители не спешат запускать в серию новые модели?

На этот вопрос есть неутешительный ответ: производителю это невыгодно. ...  пользователи привыкли менять свои телефоны раз в полгода-год, и мобильные бренды ориентируются как раз на них«Экстремальные мобильники: убей его об стену», Cnews, 30 июня 2008 г

## Таблица сотовых телефонов стандарта GSM
| Модель                      | Год выпуска | Защищённость                | Защищённость                    | Защищённость | Габариты        | Габариты | Габариты        | Энерговооружённость | Энерговооружённость | Энерговооружённость | Адресная книга, записей | Экран | Экран           | Экран              | Экран  | Экран        | Звук, полифония | Звук, полифония     | Функции                 | Функции      | Функции                           | Функции  | Функции        | Функции        | Функции   | Функции | Функции                   | Функции       | Функции  | Комментарии |
| Модель                      | Год выпуска | Ударозащита                 | Влагозащита                     | Пылезащита   | Размеры, мм     | Вес, г   | Антенна         | Аккум.              | Время разг.         | Время ожид.         | Адресная книга, записей | Тип   | Физ. размер, мм | Лог. размер, пикс. | Цветов | Строк текста | Голосов         | Станд.              | Вибро                   | Фонарик      | Камера                            | GPRS     | MMS            | GPS            | Bluetooth | ИК      | FM                        | E-mail клиент | Java     | Комментарии |
| --------------------------- | ----------- | --------------------------- | ------------------------------- | ------------ | --------------- | -------- | --------------- | ------------------- | ------------------- | ------------------- | ----------------------- | ----- | --------------- | ------------------ | ------ | ------------ | --------------- | ------------------- | ----------------------- | ------------ | --------------------------------- | -------- | -------------- | -------------- | --------- | ------- | ------------------------- | ------------- | -------- | --- |
| Siemens S10 Active          | 1998        |                             | Брызги                          |              |                 | 185      | Внешн., выдвиж. |                     |                     |                     |                         |       |                 |                    |        |              |                 |                     |                         |              |                                   |          |                |                |           |         |                           |               |          | |
| Ericsson R250               | 1999        |                             | Брызги                          |              | 148х59х32       | 325      | Внешн.          |                     |                     |                     | 99                      |       |                 |                    |        |              |                 |                     |                         |              |                                   |          |                |                |           |         |                           |               |          | |
| Nokia 6250                  | 1999        | Чрезвычайно высокая         | Погружение, 10 мин.             |              | 142х58х27       | 167      | Внутр.          |                     |                     |                     | 255                     |       |                 |                    |        |              |                 |                     |                         |              |                                   |          |                |                |           |         |                           |               |          | |
| Ericsson R310s              | 2000        |                             |                                 |              |                 |          | Внешн.          |                     |                     |                     |                         |       |                 |                    |        |              |                 |                     |                         |              |                                   |          |                |                |           |         |                           |               |          | |
| Siemens M35                 | 2000        |                             |                                 |              | 118x47x22       | 125      | Внутр.          | 500 мАч             | 5                   | 180                 | 100                     |       |                 | 101x54             |        | 5            |                 | mid                 | есть                    | нет          | нет                               | нет      | нет            | нет            | нет       | нет     | нет                       | нет           | нет      | |
| Siemens ME45                | 2001        | Хорошая                     |                                 |              | 109х46х20       | 99       | Внутр.          | 840 мАч             | 6                   | 300                 | 500                     |       |                 | 101х80             |        |              |                 |                     | есть                    | нет          | нет                               | Class 8  |                | нет            | нет       |         | нет                       |               |          | |
| Nokia 5210                  | 2002        |                             | Низкая, брызги                  |              |                 |          |                 |                     |                     |                     |                         |       |                 |                    |        |              |                 |                     | есть                    | есть         |                                   |          |                | нет            |           |         |                           |               |          | |
| Nokia 5100                  | 2003        |                             |                                 |              | 109x50x22       | 104      |                 | 720 мАч             | 2—5                 | 150—300             |                         | STN   |                 | 128х128            | 4K     |              |                 |                     |                         | есть         |                                   |          |                |                |           | есть    | есть                      |               |          | |
| Nokia 5140i                 | 2004        | Хорошая                     | Брызги                          | Средняя      | 106.5x46.8x23.8 | 100.8    | Внутр.          | 760 мАч             | 5                   | 150                 | до 1000                 | CSTN  |                 | 128x128            | 64K    | 5            | 32 голоса       | mp3                 | есть                    | есть         | 640x480(0,3Мп)                    | Class 10 | до 0,1Мб       | отдельно       |           | есть    | есть                      | есть          | MIDP 2.0 | |
| Siemens M65                 | 2004        | Хорошая                     | Брызги                          | Песок, пыль  | 109х49х19       | 104      | Внутр.          | 750 мАч             | 5,5                 | 300                 | 1000                    | TFT   | 28х42           | 132х176            | 65K    | 8—9          | 40              | mp3                 | есть                    | нет          | 640x480                           | class 10 | есть           | нет            | нет       | есть    | нет                       |               | MIDP 2.0 | |
| Siemens M75                 | 2005        | Хорошая                     |                                 |              | 110x51x21       | 100      | Внутр.          |                     | 5                   | 220                 | 1000                    | TFT   | 28х38           | 132х176            | 262K   |              | 40              | mp3                 | есть                    | нет          | 1280x1024 (1,3 Mп)                | Class 10 | до 1 Мб        |                | есть      | есть    |                           | есть          |          | |
| Siemens ME75                | 2005        | Хорошая                     | Брызги                          | Пыль         | 105х46х18       | 95       | Внутр.          | 1000 мАч            | 7                   | 450                 | 1000                    | TFT   | 28х37           | 132х176            | 65K    | 8            | 40              | mid, wav            | сильный, разные сигналы | нет          | 640х480                           |          | есть           | нет            | нет       | есть    | нет                       |               |          | |
| Sonim XP1                   | 2007        |                             |                                 | Хорошая      | 113х50х22       |          | Внутр.          | 1100 мАч            |                     |                     | 500                     | STN   |                 | 128х160            | 65K    |              |                 |                     | есть                    |              |                                   |          | нет            |                | нет       | нет     |                           |               |          | |
| Sonim XP3300                | 2011        | Высокая                     | IP-68                           | Хорошая      | 126х60х25       | 185      | Внутр.          | 1750 мАч            | 10                  | 800                 |                         | OVGA  | 30x40           | 240х320            | 65K    |              |                 | Midi, MP3, WAV, ACC | есть                    | есть         |                                   |          | есть           | A-GPS          | 2.1       | нет     |                           | есть          | есть     | Самый прочный телефон в мире, по версии Книги рекордов Гиннесс (2011)                                            |
| Sony Ericsson C702          | 2008        |                             |                                 |              |                 |          | Внутр.          |                     |                     |                     |                         |       |                 | 240х320            |        |              |                 |                     | есть                    | есть         | 3Мп                               | есть     | есть           | есть           | есть      |         | есть                      | есть          | есть     | |
| Sonim XP3                   | 2008        | падения с 2 метров на бетон | до 1 метра                      | полная       | 115x53x23       | 140      | Внутр.          | 1300 мАч            | 4,5                 | 450                 |                         | TFT   | 28х35           | 128x160            | 65K    | 5            |                 | mp3                 | есть                    | есть         | нет                               | Class 10 |                | есть           | есть      |         | есть                      |               |          | |
| Samsung B2700               | 2008        |                             |                                 |              | 115х52х18       | 107      | Внутр.          | 1300 мАч            | 3,5                 | 290                 | 1000                    | TFT   | 30х38           | 176х220            | 262K   | 9            |                 | mp3, wma, aac       |                         | есть         | 1600х1200 (2 Мп)                  |          | отпр. до 300КБ | нет            | есть      |         | есть                      | есть          |          | |
| Samsung B2100               | 2009        | хорошая                     | Чрезвычайно хорошая             | хорошая      | 113х49х18       | 103      | Внутр.          | 1000 мАч            | 6                   | 600                 | 1000                    | TFT   | 28х35           | 120х160            | 262K   | 6            |                 | mp3, wma, aac       | сильнее среднего        | есть         | 1280x1024 1,3 Мп                  | Class 10 | отпр. до 300КБ |                | есть      |         | есть                      | есть          |          | |
| Nokia 3720 classic          | 2009        | Средняя                     | кратковременное погружение      | пыль, песок  | 115х47х16       | 94       | Внутр.          | 1050 мАч            | 7                   | 450                 |                         | TFT   | 31х41           | 240х320            | 16M    | 9            |                 | mp3, wma, aac       | есть                    | есть         | 2 Мп                              |          | есть           | только внешний | есть      |         | приёмник 87.5 МГц-108 МГц |               | есть     | |
| Samsung E2370               | 2010        |                             |                                 |              |                 |          |                 |                     |                     |                     |                         |       |                 |                    |        |              |                 |                     |                         |              |                                   |          |                |                |           |         |                           |               |          | |
| Sony Ericsson Xperia active | 2011        |                             | погружение 30мин. 1метр         | песок, пыль  | 92х55х16,5      | 110      |                 | 1200 мАч            |                     |                     |                         |       |                 |                    |        |              |                 |                     |                         |              |                                   |          |                |                |           |         |                           |               |          | |
| CAT B15                     | 2013        | падения с 2 метров на бетон | погружение 30мин. 1метр         | полная       | 125x69,5x14,95  | 170      | Внутр.          | 2000 мАч            | 18                  | 672                 |                         | TFT   | 4"              | 800x480            | 16M    |              |                 | mp3, wma, aac       | есть                    | нет          | 5 Мп./0.3 Мп                      | есть     | есть           | есть           | есть      | нет     | есть                      | есть          | есть     | |
| CAT B25                     | 2013        | падения с 2 метров на бетон | погружение 30мин. 1метр         | м            | 123x55x22       | 163      | Внутр.          | 1300 мАч            | 9.5                 | 312                 |                         | TFT   | 2"              | 320x240            | 16M    |              |                 | mp3, wma, aac       | есть                    | есть         | 2 Мп                              | нет      | есть           | нет            | есть      | нет     | есть                      | нет           | есть     | |
| Galaxy S4 Active            |             |                             |                                 |              |                 |          |                 |                     |                     |                     |                         |       |                 |                    |        |              |                 |                     |                         |              |                                   |          |                |                |           |         |                           |               |          | |
| RugGear RG128               | 2012        |                             | погружение 120 мин., 1,2 метр   | полная       | 129/62/18       | 127      |                 | 1400 мАч (650 мАч)  | 7                   | 400                 |                         | LED   |                 | 176x220            |        |              |                 |                     | есть                    | светодиодный | 0,3МП                             | есть     |                |                |           |         | есть                      |               |          | |
| RugGear RG220               | 2013        |                             | погружение 30 мин. более 1 метр | полная       |                 |          |                 | 2060 мАч            | 7                   | 260                 |                         | TFT   |                 | 320x480            |        |              |                 |                     |                         |              |                                   |          |                |                |           |         |                           |               |          | |
| RugGear RG970               | 2014        |                             | погружение 30 мин. более 1 метр | полная       |                 |          |                 | 2900 мАч            | 15                  | 480                 |                         | TFT   |                 | 540x960            |        |              |                 |                     |                         | нет          | Основная - 8Мп, фронтальная - 2Мп | есть     |                | есть           | есть      |         |                           |               |          | Лучший защищенный смартфон, по версии немецкого журнала Computerbild, по результатам теста 54 различных моделей. |